# Hypsicera taiwana
Hypsicera taiwana är en stekelart som beskrevs av Kusigemati 1983. Hypsicera taiwana ingår i släktet Hypsicera och familjen brokparasitsteklar. Inga underarter finns listade i Catalogue of Life.